# Конституция Словении
Конститу́ция Слове́нии (словен. Ustava Republike Slovenije) — основной закон Республики Словения, принятый 23 декабря 1991 года  Парламентом страны (принята на заседании Государственного Собрания). Вступила в силу в день принятия.
Конституция была принята ровно через год после проведения референдума о независимости Словении от Югославии. За основу взяты конституции Германии и Австрии, а также Баварии.

## Структура Конституции
Текст конституции состоит из преамбулы и 10 глав, разделённых на 175 статей. Неотъемлемой частью конституции является Основная конституционная хартия самостоятельности и независимости Республики Словения, которая располагается сразу после преамбулы.
- Преамбула
- Основная конституционная хартия самостоятельности и независимости Республики Словения
- Глава I — Общие положения

Словения характеризуется как демократическое, правовое, социальное государство с республиканской формой правления, в котором власть принадлежит народу, а территория является единой и неделимой. Указывается о гарантиях прав и свобод человека, заявляется о разделении государства и религии, регулируются государственные символы (флаг, герб и гимн), столица и официальный язык. Установлено, что общепризнанные принципы международного права и международные договоры имеют прямое действие на территории Словении (в связи с вступлением Словении в Европейский союз).
- Глава II — Права и основные свободы человека

Содержит перечень основных прав (равенство перед законом, неприкосновенность человеческой жизни, запрещение пыток, защита личной свободы, правила содержания под стражей, право на судебную защиту, право на обжалование, презумпция невиновности, обеспечение судебного процесса, право на частную собственность и местное самоуправление). Уделено большое внимание защите человеческого достоинства. Отдельно гарантируются права итальянской и венгерской этнических групп,  которым дано право на развитие своей культурной автономии, также им предоставлено по одному месту в нижней палате Парламента — Государственном Собрании Словении.
- Глава III — Экономические и социальные отношения

В основном регулируются отношения в области труда и его охраны, права собственности, экологии, и участия в профсоюзах.
- Глава IV — Государственное устройство

Регулируется организация деятельности и полномочия Государственного Собрания, Государственного Совета, Президента, Правительства, административных органов, полномочия по обороне государства, судоустройство, Государственная прокуратура, адвокатура и нотариат.
- Глава V — Местное самоуправление

Регулируется организация местного самоуправления в муниципалитетах и общинах, а также в области общественной деятельности.
- Глава VI — Публичные финансы

Регулируется порядок финансирования государственных и местных органов власти, налогообложение, государственный бюджет, а также организация деятельности Счётного суда Словении и Центрального банка.
- Глава VII — Конституционность и законность

Регулируется порядок вступления в силу нормативных актов, их публикация, действие во времени, процедура оценки на конституционность.
- Глава VIII — Конституционный суд

Регулируется организация деятельности и полномочия Конституционного суда.
- Глава IX — Процедура изменения Конституции
- Глава Х — Переходные и заключительные положения

## Поправки
Поправки в Конституцию вносятся в форме конституционного закона, принимаемого 2/3 голосов Парламента, кроме того предложение о внесении изменений в Конституцию может быть вынесено на референдум.
С 1991 года Конституция Словении подвергалась изменению несколько раз:
- Конституционная поправка от 14 июля 1997 года дала право иностранным гражданам стран-членов ЕС приобретать в собственность недвижимое имущество на территории Словении на взаимной и недискриминационной основе. Это было сделано в рамках сближения с Европейским союзом (так называемый «Испанский компромисс»[3]).
- Конституционная поправка от 25 июля 2000 года установила, что выборы в парламент проходят по пропорциональной избирательной системе, за исключением двух представителей, избираемых от итальянского и венгерского этнического меньшинства.
- Конституционная поправка от 7 марта 2003 года привела в соответствие правовую систему Словении с общеевропейскими стандартами, необходимую для вступления страны в Европейский союз и НАТО.
- Конституционная поправка от 15 июня 2004 года установила меры по обеспечению равных возможностей для мужчин и женщин при участии в выборах на национальном и местном уровнях, также гарантировала права инвалидов и право каждого гражданина на пенсионное обеспечение.
- Конституционная поправка от 20 июня 2006 года предоставила административно-территориальным единицам больше самостоятельности в решении некоторых вопросов.